# Dobromierz (województwo kujawsko-pomorskie)

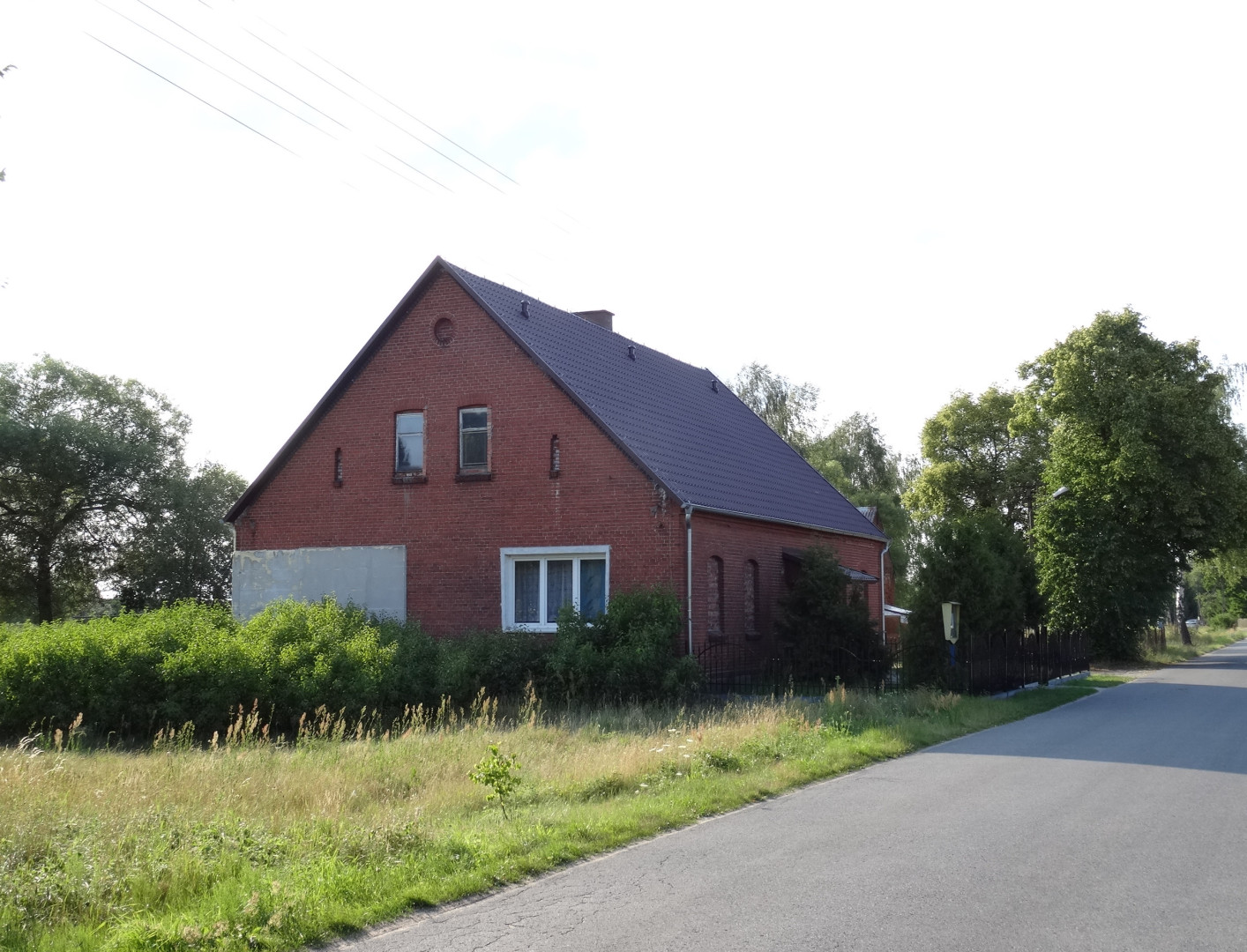
Świetlica wiejska

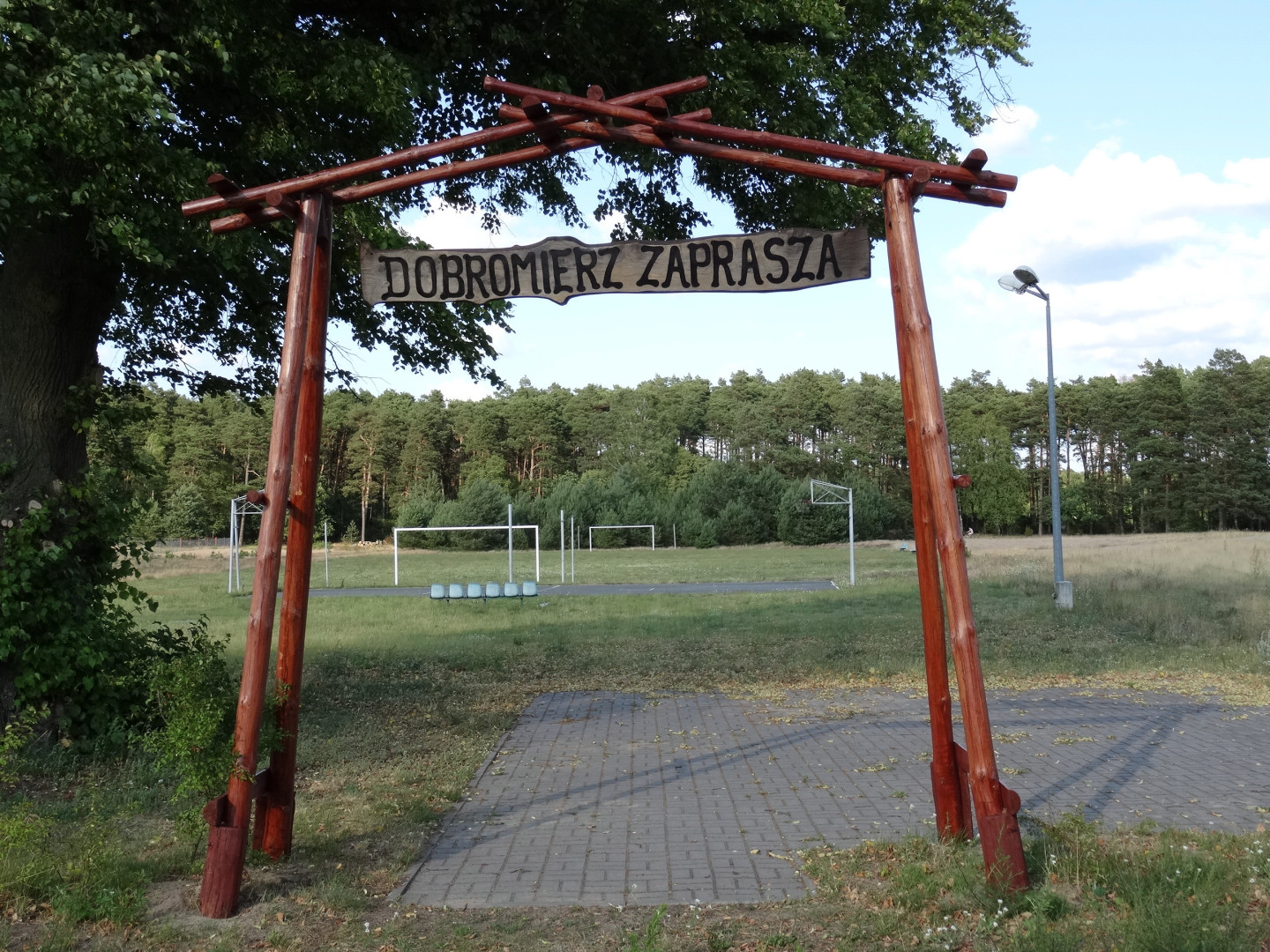
Plac rekreacyjny

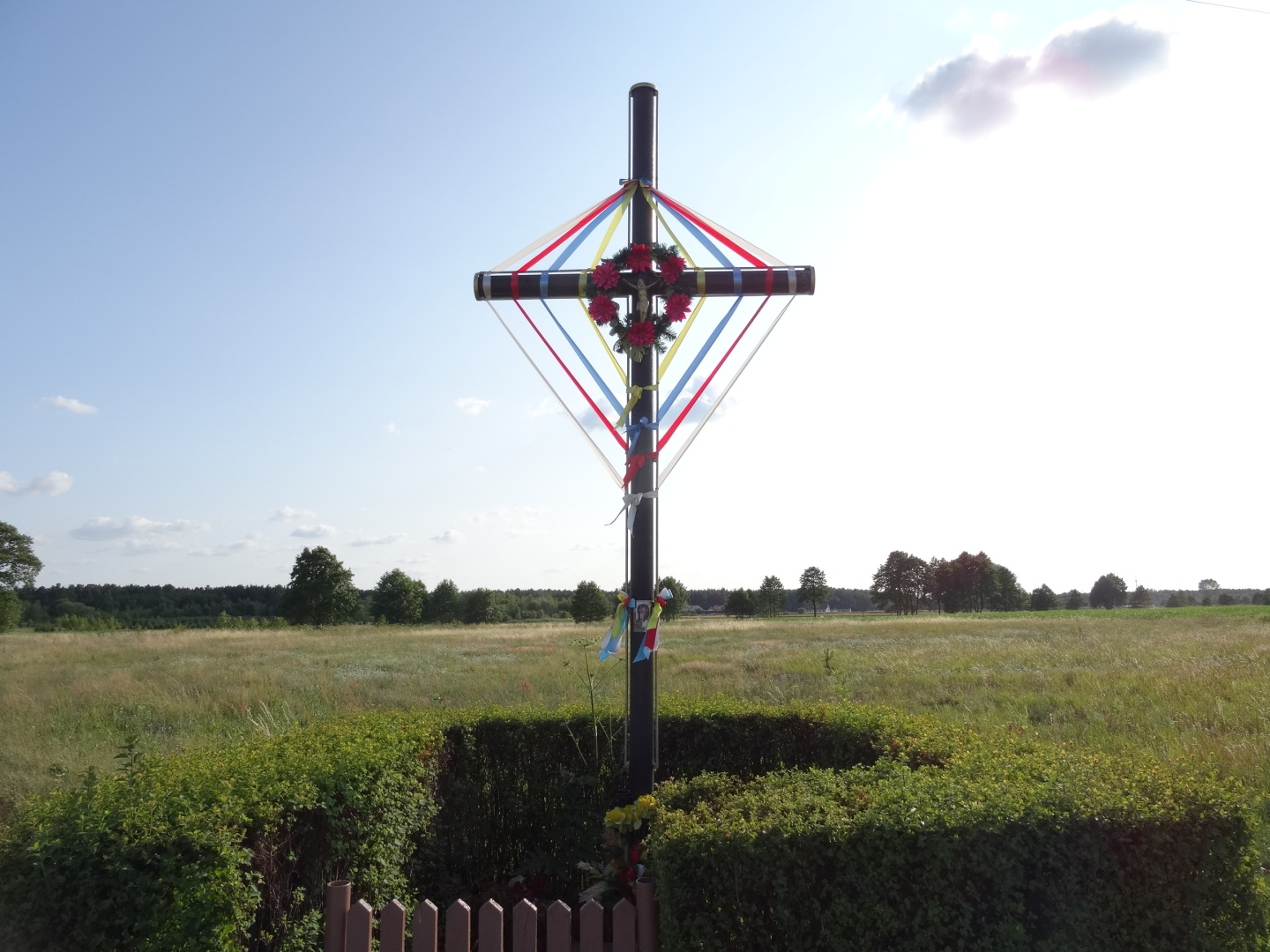
Krzyż przydrożny

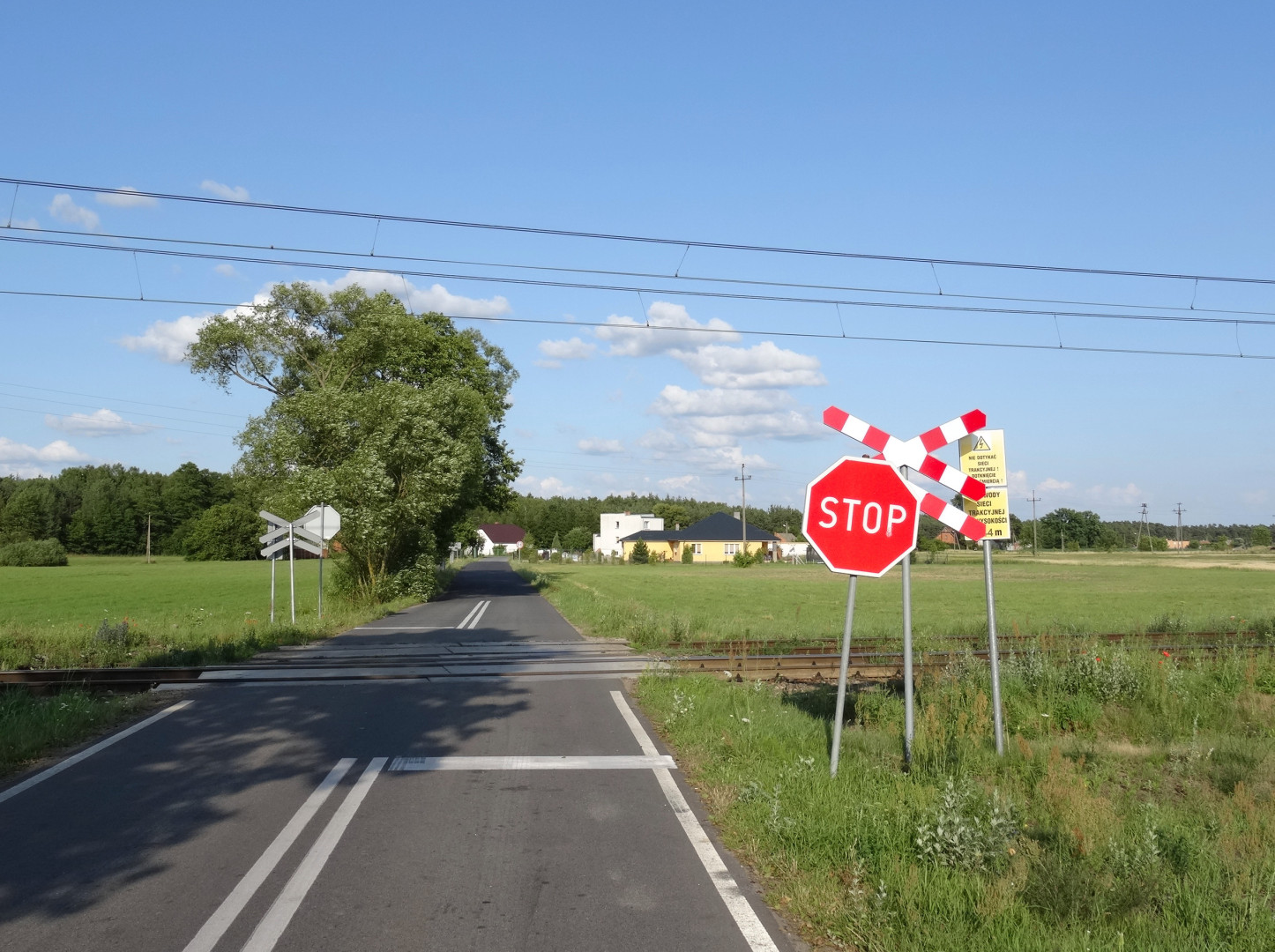
Przejazd przez magistralę węglową

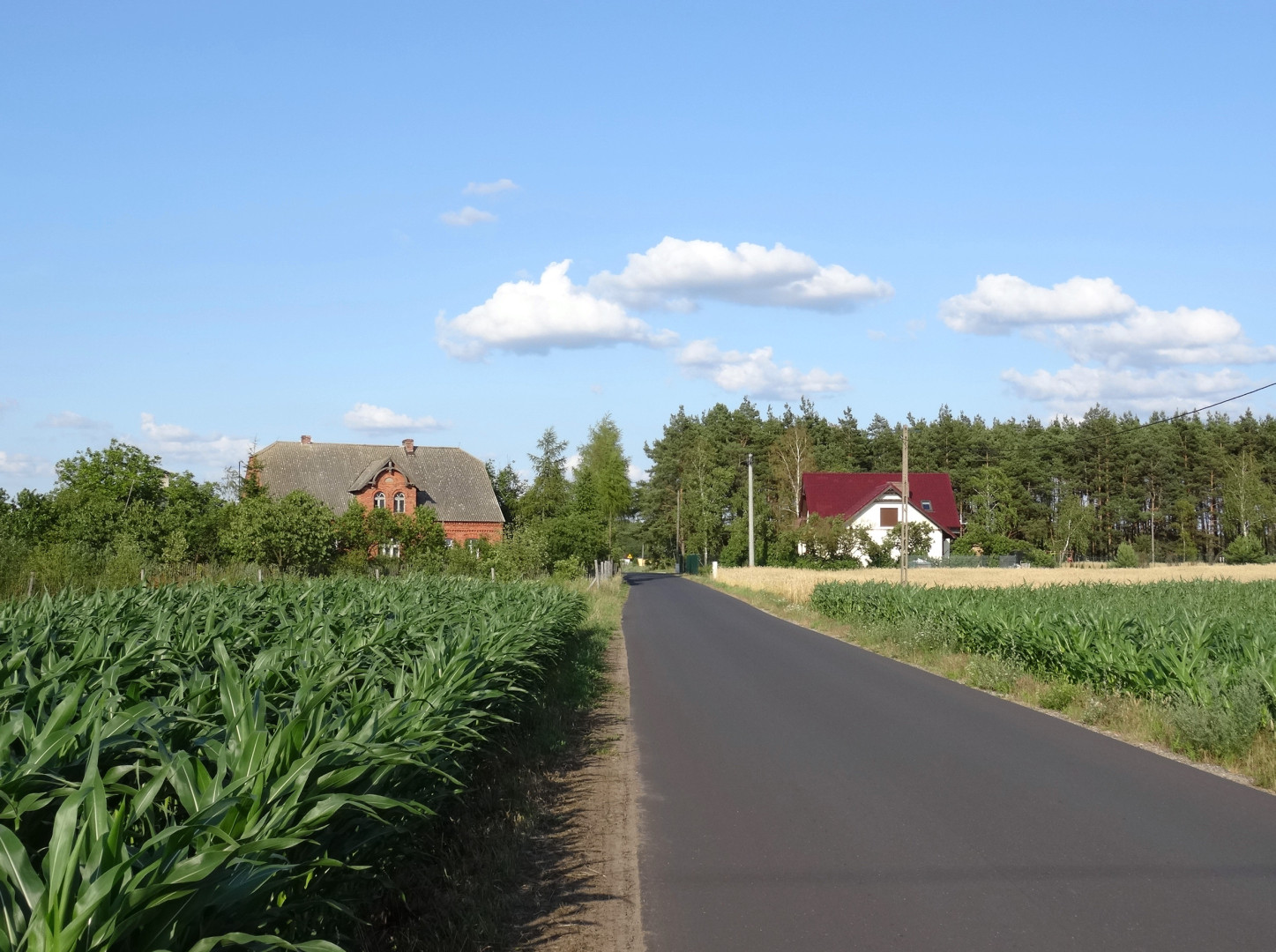
Wjazd do wsi od DK nr 25

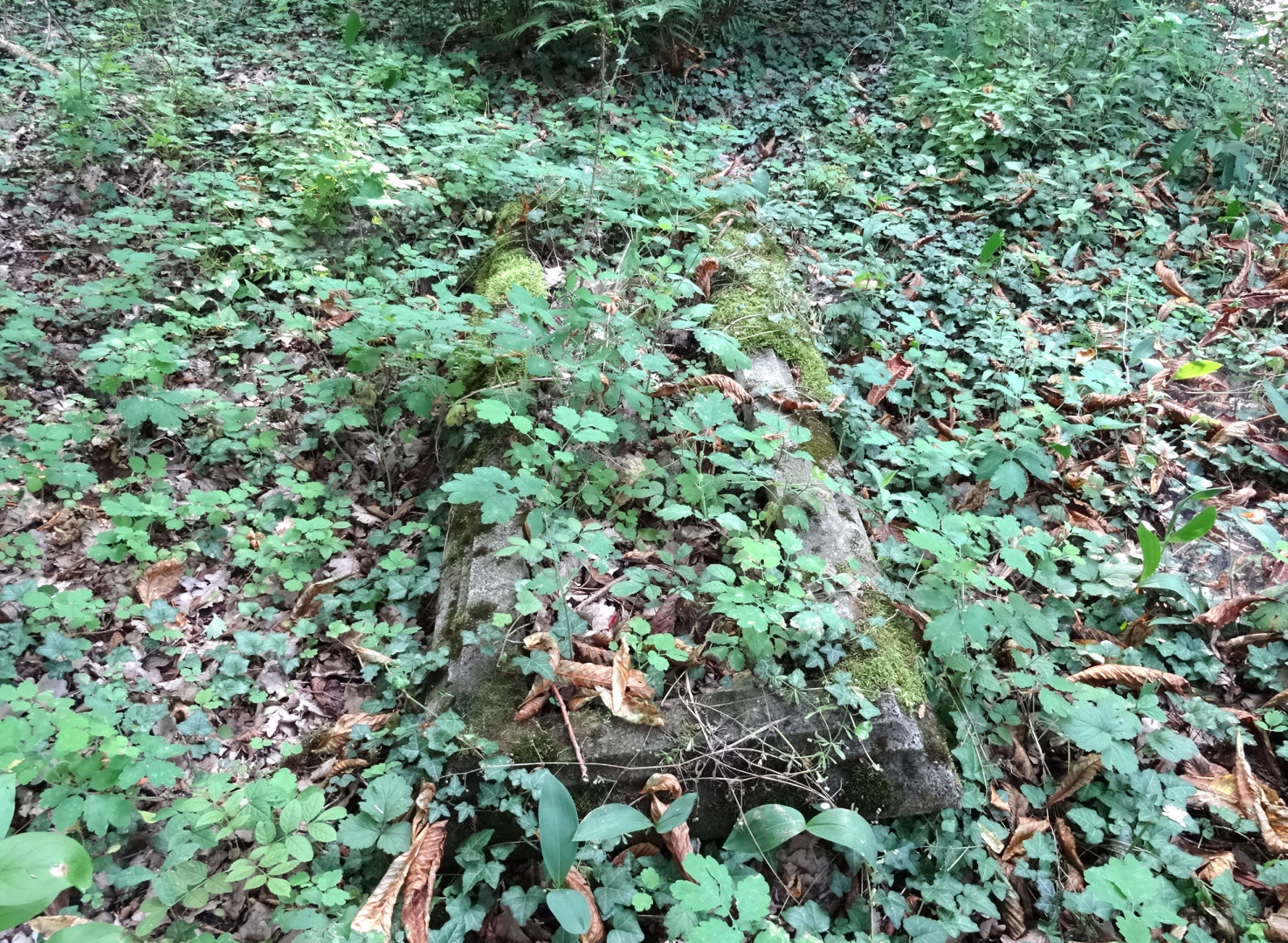
Opuszczony cmentarz poewangelicki

Dobromierz – wieś w Polsce położona w województwie kujawsko-pomorskim, w powiecie bydgoskim, w gminie Nowa Wieś Wielka.
W latach 1950–1998 miejscowość administracyjnie należała do województwa bydgoskiego.

## Położenie
Dobromierz to wieś sołecka usytuowana na skraju Puszczy Bydgoskiej. Od północnego zachodu sąsiaduje z Prądocinem, od południa z Nową Wsią Wielką, a od wschodu z Dębinką. Poprzez pas lasu przebiega w sąsiedztwie wsi droga krajowa nr 25 Bydgoszcz-Inowrocław oraz linia kolejowa nr 131. Z północy na południe wieś przecina linia kolejowa nr 201 (magistrala węglowa).
Lokalne nazewnictwo obejmuje Dobromierz Górny (część wschodnia) i Dobromierz Dolny (część zachodnia koło Prądocina).
Pod względem fizyczno-geograficznym leży w obrębie Pradoliny Toruńsko-Eberswaldzkiej w mezoregionie Kotlina Toruńska.

## Charakterystyka
Miejscowość zajmuje enklawę leśną, gdzie znajdują się wilgotniejsze siedliska. W tym rejonie Puszczy Bydgoskiej znajduje się pas gleb piaszczysto-gliniastych, ciągnących się z zachodu na wschód. Jest to ostaniec wysoczyzny morenowej w Kotlinie Toruńskiej, wyniesiony ok. 5–10 m powyżej typowej terasy pradolinnej (75 m n.p.m.). Tereny te wylesiono i zasiedlono już kilkaset lat temu. Zajmują je wsie: Dobromierz, Dębinka, Leszyce i Chrośna. Najlepsze gleby występują w Leszycach. Na terenach leśnych otaczających osadę spotyka się zarówno zatorfione obniżenia, jak i wydmy śródlądowe.
Łącznie w sołectwie Dobromierz jest 116 ha gruntów ornych (w tym 23 ha IV klasy bonitacyjnej, pozostałe to V i VI klasa), 34 ha łąk, 16 ha pastwisk oraz 82 ha lasów. Nazwą Dobromierz określa się również leśnictwo, które wchodzi w skład Nadleśnictwa Solec Kujawski. Jego powierzchnia wynosi 1278 ha z czego 1193 ha to powierzchnia leśna, a 85 ha stanowi powierzchnię nieleśną. Około 80 ha stanowią lasy prywatne.
Przez wieś prowadzi  turystyczny Szlak Wolnościowy (26,8 km): Bydgoszcz – Piecki – Prądocin – Dobromierz – Nowa Wieś Wielka
W miejscowości znajduje się kilka budynków ujętych w ewidencji zabytków, tj. dawna szkoła z budynkiem gospodarczym (nr 32) oraz 3 domy mieszkalne (nr 15, 17). Na terenie wsi zlokalizowane są także dwa nieczynne cmentarze ewangelickie.
W Dobromierzu jeszcze w okresie międzywojennym odkryto stanowiska archeologiczne z epoki kamiennej.

## Historia
W okresie przedrozbiorowym na terenie Dobromierza i Prądocina istniała Ryczywieś. Wzmianki o tej wsi pochodzą z początku XVI wieku. Własność wsi była podzielona, co uwidoczniło się w nazwach: Ryczywieś Królewska i Ryczywieś Szlachecka, przy czym część królewska należała do starostwa bydgoskiego. Miejscowość należała do parafii katolickiej w Lisewie Kościelnym.
W okresie 1750–1765 w północnej części wsi należącej do starostwa, prawdopodobnie zrujnowanej po wojnie północnej, wójt bydgoski Maurycy Brühl wystawił kontrakt typu olęderskiego dla nowych osadników. Odtąd wieś nazwano od jego nazwiska Brühlsdorfem. Nazwa ta była używana do 1920 roku i zastąpiła polską nazwę Ryczywieś, która uległa zapomnieniu.
W inwentarzu wójtostwa bydgoskiego z 1766 r. podano, że we wsi wójtowskiej mieszkało początkowo 12, a później 5 gospodarzy, którzy uprawiali 3 włóki ziemi uprawnej. Tuż przed I rozbiorem Polski wieś była opodatkowana (czynsz, pogłówne, hiberna, gajowe, młynowe) na 177 złotych polskich. Łąki we wsi użytkowali także mieszkańcy innych wsi, a nad jeziorem Jezuickim mieszkał smolarz Wojciech Adamski, który płacił rocznie 72 złote na rzecz wójta bydgoskiego.
Z mapy topograficznej Friedricha von Schröttera (1798-1802) wynika, że wieś znajdowała się na południe i wschód od jeziora Jezuickiego i miała charakter rozproszony. Domostwa rozrzucone były wśród mozaiki pól, łąk i lasów. Wieś zajmowała także obszar obecnego Prądocina.
W XIX wieku wieś rozrosła się wskutek napływu kolonistów niemieckich. Rozróżniano wówczas dwie wsie:
1. Adlig Brühlsdorf (Ryczywieś Szlachecka) położony na terenie dzisiejszej wsi Prądocin – należał do powiatu inowrocławskiego,
2. Königlich Brühlsdorf (Ryczywieś Królewska) położony na północ od Nowej Wsi Wielkiej – należał do powiatu bydgoskiego.

Spis miejscowości rejencji bydgoskiej z 1833 r. podaje, że we wsi Brüllensdorf w powiecie bydgoskim mieszkało 126 osób (120 ewangelików, 6 katolików) w 13 domach. Natomiast we wsi również zwanej Brüllensdorf w powiecie inowrocławskim mieszkało 354 osób (360 ewangelików, 6 katolików) w 58 domach. Kolejny spis z 1860 r. podaje, że we wsi Königlich Brühlsdorf mieszkało 290 osób (268 ewangelików, 22 katolików) w 15 domach. Była to miejscowość w dalszym ciągu należąca do powiatu bydgoskiego, w okręgu policyjnym Bydgoszcz. Natomiast wieś Brühlsdorf należąca do powiatu inowrocławskiego, w okręgu policyjnym Tarkowo liczyła wówczas 576 mieszkańców (488 ewangelików, 88 katolików) w 80 domach. Obie miejscowości należały do parafii katolickiej w Pęchowie oraz ewangelickiej w Łabiszynie. We obu wsiach istniały szkoły elementarne
Słownik geograficzny Królestwa Polskiego dla roku 1884 podaje, że Ryczywieś Królewska (niem. Königlich Brühlsdorf) liczyła 420 mieszkańców (405 ewangelików, 15 katolików) w 56 domach. Wieś posiadała powierzchnię 243 ha, z czego 203 ha to ziemia uprawna, 16 ha łąki, a 1 ha - las. Najbliższa poczta i kolej znajdowała się w Chmielnikach. Miejscowość należała do parafii ewangelickiej w Nowej Wsi Wielkiejie.
W styczniu 1920 roku na mocy traktatu wersalskiego miejscowość znalazła się w granicach odrodzonej Polski. Wieś Brühlsdorf w pobliżu jeziora Jezuickiego przemianowano na Prądocin, a Königl. Brühlsdorf na Dobromierz. Prądocin nadal znajdował się (do 1954) w powiecie inowrocławskim. Spis ludności z dnia 30 września 1921 r. wykazał, że Dobromierz wchodzący w skład powiatu bydgoskiego liczył 273 mieszkańców (17 Polaków, 256 Niemców), którzy zamieszkiwali 53 domy. Do 1932 r. Dobromierz był gminą wiejską o powierzchni 251 ha. Istniało tu 38 gospodarstw należących do mniejszości niemieckiej, które obejmowały łącznie 83% powierzchni wsi. W 1932 r. Dobromierz włączono w skład gminy wiejskiej Nowa Wieś Wielka, w gminie Solec Kujawski. We wsi istniała szkoła elementarna z polskim językiem wykładowym. W czasie kampanii wrześniowej 1939 roku nad torem kolei Nowa Wieś Wielka-Emilianowo, niedaleko Dobromierza poległa pewna ilość żołnierzy polskich.
Podczas okupacji niemieckiej wieś wchodziła w skład nowo utworzonej gminy Nowa Wieś Wielka, do czasu gdy gminę tę rozwiązano i wcielono do gminy Solec Kujawski. W 1941 r. miejscowość liczyła 240 mieszkańców. W styczniu 1945 r. nacierające wojska radzieckie uderzeniem oskrzydlającym ominęły Bydgoszcz, pozostawiając na tyłach oddziały niemieckie (m.in. na terenie Dobromierza, Łażyna i Prądocina), których likwidacją zajęli się żołnierze 47. Armii Radzieckiej i polscy czołgiści.
Po wojnie ekshumowano zwłoki 10 żołnierzy Wojska Polskiego w pobliżu Dobromierza, poległych we wrześniu 1939 roku i pochowano we wspólnej mogile na cmentarzu w Nowej Wsi Wielkiej. W zbiorowych mogiłach spoczywa tu 513 mieszkańców gminy, rozstrzelanych przez Niemców jesienią 1939 r.
W latach 1945–1954 Dobromierz był gromadą wiejską wchodząc w skład gminy Solec Kujawski. Gromada obejmowała tylko wieś Dobromierz, podczas gdy leśnictwo Dobromierz należało do gromady Leszyce.
W latach 1947–1953 w dyskusjach na temat nowego podziału administracyjnego prowadzonych między starostwem bydgoskim a samorządami, przedstawiciele wsi opowiadali się za przywróceniem gminy Nowa Wieś Wielka i włączeniem do niej wsi Dobromierz. Po reformie administracyjnej z 25 września 1954 r. miejscowość znalazła się jako jedno z 16 sołectw w gromadzie Nowawieś Wielka. Obejmowało ono wieś i leśnictwo Dobromierz.
W 1948 roku we wsi istniała jednoklasowa szkoła powszechna w budynku gminnym. W 1951 r. uczyło się w niej 46 dzieci. W latach 60. była to szkoła niepełna, realizująca program 4 klas. W 1974 roku szkołę zlikwidowano, a dzieci włączono do obwodu szkolnego w Nowej Wsi Wielkiej. W końcu lat 40. XX w. w miejscowości założono również punkt biblioteczny.
13 lutego 1974 r. mocą uchwały Gminnej Rady Narodowej w Nowej Wsi Wielkiej do sołectwa Dobromierz włączono zlikwidowane sołectwo Łażyn.
W 1961 r. wieś była już zelektryfikowana. W 1969 r. dokonano remontu remizy strażackiej, a w 1971 r. zmodernizowano drogi gruntowe we wsi. W 1975 r. dokonano kapitalnego remontu świetlicy wiejskiej. Przed 1998 r. utwardzono drogę z Nowej Wsi Wielkiej do Dobromierza Górnego, w 1999 roku do wsi doprowadzono wodociąg.

## Statystyka
Poniżej podano wybrane informacje statystyczne dotyczące wsi Dobromierz na podstawie Banku Danych Lokalnych GUS.
Narodowy Spis Powszechny 2002 wykazał, że we wsi Dobromierz mieszkały 143 osoby w 61 gospodarstwach domowych. Wykształcenie wyższe lub średnie posiadało 14% populacji. We wsi znajdowało się 44 budynki z 53 mieszkaniami. 38% mieszkań zostało wzniesionych przed 1945 rokiem, a tylko 11% w latach 1989–2002.
Narodowy Spis Powszechny 2011 odnotował 173 mieszkańców Dobromierza. W 2013 r. działalność gospodarczą prowadziło 13 podmiotów – wszystkie to osoby fizyczne. W latach 2008–2013 oddano do użytku 3 mieszkania, co stanowiło zaledwie 0,8% nowych mieszkań wzniesionych w tym czasie w całej gminie Nowa Wieś Wielka.